# Pantoum
Le pantoum, ou plus exactement pantoun, est un poème de forme fixe dérivé du pantun malais.

## Histoire du pantoun en France et en Occident
Le pantoun français dérive du « pantun berkait » malais, c'est-à-dire « pantoun enchaîné », par son mécanisme de reprise des vers de strophe à strophe. Un pantoun malais en tant que tel est constitué d'un quatrain unique.
« Dans une des notes de ses Orientales, Victor Hugo, en 1828, avait cité, traduit en prose, une poésie malaise de cette forme, d'où se dégageait une séduction singulière, due non seulement à la répétition des vers selon un certain ordre, mais au parallélisme de deux idées se poursuivant de strophe en strophe, sans jamais se confondre, ni pourtant se séparer non plus, en vertu d'affinités mystérieuses.

Un poète érudit, Charles Asselineau, essaya de constituer un poème français sur ce modèle, et y parvint. Théodore de Banville marcha sur ses traces ; Leconte de Lisle écrivit à son tour quelques pantoums, sur un sujet qui ramenait le poème à son pays d'origine, car il les intitula : Pantouns Malais. C'était, en cinq courtes pièces, une histoire d'amour, terminée par les lamentations de l'amant, meurtrier de la femme infidèle. »
 (Auguste Dorchain, in L'Art des vers)
C'est dans la note XI des Orientales que Victor Hugo donne le poème malais reproduit ci-dessous, traduction en prose d'un poème malais par un érudit de l'époque, Ernest Fouinet. Il écrit :
« (…) Nous terminons ces extraits par un pantoum [sic] ou chant malai [sic], d'une délicieuse originalité :

Pantoum malai.

Les papillons jouent à l'entour sur leurs ailes ;

Ils volent vers la mer, près de la chaîne des rochers.

Mon cœur s'est senti malade dans ma poitrine,

Depuis mes premiers jours jusqu'à l'heure présente.

Ils volent vers la mer, près de la chaîne de rochers…

Le vautour dirige son essor vers Bandam.

Depuis mes premiers jours jusqu'à l'heure présente,

J'ai admiré bien des jeunes gens ;

Le vautour dirige son essor vers Bandam,…

Et laisse tomber de ses plumes à Patani.

J'ai admiré bien des jeunes gens ;

Mais nul n'est à comparer à l'objet de mon choix.

Il laisse tomber de ses plumes à Patani…

Voici deux jeunes pigeons !

Aucun jeune homme ne peut se comparer à celui de mon choix,

Habile comme il l'est à toucher le cœur.
 »
Cette note contient une coquille, l'orthographe pantoum (avec un m) étant donnée en lieu et place de pantoun (avec un n), du malais pantun.
Théophile Gautier adapta très librement le pantoun, n'en gardant que le thème des papillons sans souci de la forme, Les Papillons, puis Charles Asselineau et Louisa Pène-Siefert (poème donné plus bas) écrivirent des pantouns plus proches du modèle asiatique.
Il faut cependant attendre 1872 et Théodore de Banville, qui décrivit la forme dans son Petit Traité de poésie française, propageant la coquille de Hugo pantoum, pour que le poème malais connaisse une réelle acclimatation en France.  Les parnassiens s'emparèrent de la forme, et Leconte de Lisle corrigea la coquille de Victor Hugo, voir plus bas ses Pantouns Malais. Sous l'impulsion française, le pantoun gagna ensuite l'Allemagne et l'Angleterre et l'ensemble de l'Occident.

## Structure du pantoun
La forme fixe du pantoun occidental est définie par Théodore de Banville dans son Petit Traité de poésie française, qui l'appelle pantoum pour les raisons évoquées ci-dessus. C'est également Banville qui fixe la règle de reprise du premier vers au dernier vers, seule vraie particularité du pantoun occidental par rapport à son modèle malais, que l'on trouve dès 1865 dans le pantoum de Louisa Siefert.

### Enlacement des vers
Du seul point de vue de la forme, le pantoun consiste en une suite de quatrains (d'octosyllabes ou de décasyllabes - le même mètre est conservé dans tout le poème) où s'appliquent deux systèmes de reprises :
- le deuxième et le quatrième vers de chaque strophe sont repris respectivement comme premier et troisième vers de la strophe suivante,
- le tout dernier vers du poème reprend le premier.

Lorsque le vers est le décasyllabe, la césure se situe entre la cinquième et la sixième syllabe, contrairement au décasyllabe classique dans lequel elle se situe entre la quatrième et la cinquième syllabe. L'octosyllabe n'a pas de césure.
L'alternance des rimes masculines et féminines et la reprise du premier vers imposent un nombre de quatrains pair. Le nombre de quatrains est illimité, mais doit être supérieur à six.
Cette forme permet de donner au poème une musicalité particulière très typée.

### Enlacement de deux thèmes
La particularité vraiment originale du pantoun réside dans le sens : il développe dans chaque strophe, tout au long du poème, deux idées différentes :
- la première idée, contenue dans les deux premiers vers de chaque strophe, est généralement extérieure et pittoresque,
- la deuxième idée, contenue dans les deux derniers vers de chaque strophe, est généralement intime et morale.

On peut parler également d'entrecroisement thématique : le poème parle de deux sujets, l'un descriptif, l'autre sentimental en alternance, par demi-quatrains. La reprise du premier vers, appartenant au premier thème, en dernier vers, appartenant au deuxième thème, permet de lier les deux thèmes.
Dans un pantoun, il faut éviter de travailler par vers-phrase : un vers doit se connecter au vers qui le précède dans un quatrain comme au vers qui lui succède dans le quatrain suivant sans pour autant constituer un vers totalement indépendant d'un point de vue syntaxique ; il peut ne contenir que des compléments sans verbe ou des subordonnées auxquelles l'adresse du poète pourra donner plusieurs sens suivant le vers qu'elles complètent.
De plus les deux distiques constituant un quatrain sont indépendants l'un de l'autre, le second et le quatrième vers devant impérativement se terminer sur une ponctuation forte : point, point d'exclamation, point d'interrogation. Cette ponctuation est rendue impérative par la présence des deux thèmes qui n'enjambent jamais l'un sur l'autre.
Une erreur fréquemment commise est de prendre le poème Harmonie du soir de Baudelaire comme exemple de pantoun. Pourtant ce poème n'a qu'un vague lien avec cette forme, comme nous le verrons plus bas. Les exemples les plus aboutis de pantouns sont à rechercher chez Leconte de Lisle.

## Exemples

### Pantoumde Louisa Pène-Siefert
Louisa Pène-Siefert (1845-1877) a écrit le pantoun suivant. Ce texte, écrit par une jeune femme de 20 ans, enlace le thème du temps qui passe, au sens chronologique du terme, annonce d'une mort précoce (que certains considèrent prémonitoire, du fait de la brièveté de la vie de Louisa Pène-Siefert), et celui du temps des saisons qui s'écoule et voit le retour de l'automne, précédant l'hiver. Les deux thèmes sont liés par cette fuite irrémédiable, l'un étant l'allégorie de l'autre.
Vraiment j'ai vingt ans révolus,

Ma première enfance est enfuie.

— Hélas ! les beaux jours ne sont plus,

C'est l'automne, voici la pluie.

Ma première enfance est enfuie,

Mes premiers muguets sont passés.

— C'est l'automne, voici la pluie,

Les nuages sont amassés.

Mes premiers muguets sont passés,

Mon aubépine est effeuillée.

— Les nuages sont amassés,

La prairie est toute mouillée.

Mon aubépine est effeuillée,

Et j'ai pleuré sur ses débris.

— La prairie est toute mouillée,

Plus de soleil, le ciel est gris.

Et j'ai pleuré sur ses débris.

Pourtant, ce n'était rien encore.

— Plus de soleil, le ciel est gris,

Le bois de rouge se colore.

Pourtant ce n'était rien encore,

D'autres fleurs s'ouvraient sous mes pas.

— Le bois de rouge se colore

Mais le beau temps ne revient pas.

D'autres fleurs s'ouvraient sous mes pas

J'ai teint de mon sang leurs épines.

— Mais le beau temps ne revient pas,

La sève descend aux racines.

J'ai teint de mon sang leurs épines.

Adieu, fleurs qu'on ne peut cueillir.

— La sève descend aux racines,

La nature va défaillir.

Adieu, fleurs qu'on ne peut cueillir :

Joie, amour, bonheur, espérance !

— La nature va défaillir

Dans une indicible souffrance.

Joie, amour, bonheur, espérance,

Que vous étiez beaux autrefois !

— Dans une indicible souffrance,

Faut-il que tout meure à la fois ?

Que vous étiez beaux autrefois,

Au clair soleil de la jeunesse !

— Faut-il que tout meure à la fois ?

Est-il sûr qu'un jour tout renaisse ?

Au clair soleil de la jeunesse,

Pauvre enfant d'été, moi, j'ai cru.

— Est-il sûr qu'un jour tout renaisse, 

Après que tout a disparu ?

Pauvre enfant d'été, moi, j'ai cru !

Et tout manque où ma main s'appuie.

— Après que tout a disparu,

Je regarde tomber la pluie.

Et tout manque où ma main s'appuie.

Hélas ! les beaux jours ne sont plus.

— Je regarde tomber la pluie…

Vraiment, j'ai vingt ans révolus.

### Pantouns malaisde Leconte de Lisle
Le poème qui suit est le dernier des cinq Pantouns malais (texte sur wikisource) qui figurent dans le recueil Poèmes tragiques de Leconte de Lisle (*1818 - †1894). Voici comment Auguste Dorchain le présente : « (…) [Ce pantoun], dont le mécanisme rythmique apparaîtra par le soulignement des vers répétés, et où vous trouverez à chaque quatrain, le parallélisme nécessaire de deux sens : dans les deux premiers vers, la plainte du meurtrier ; dans les deux derniers, le paysage en merveilleuse harmonie avec la plainte. L'obsession qui se dégage de ce petit poème est vraiment extraordinaire. »
Ô mornes yeux ! Lèvre pâlie !

J’ai dans l’âme un chagrin amer.

Le vent bombe la voile emplie,

L’écume argente au loin la mer.

J’ai dans l’âme un chagrin amer :

Voici sa belle tête morte !

L’écume argente au loin la mer,

Le praho rapide m’emporte.

Voici sa belle tête morte !

Je l’ai coupée avec mon kriss.

Le praho rapide m’emporte

En bondissant comme l’axis.

Je l’ai coupée avec mon kriss ;

Elle saigne au mât qui la berce.

En bondissant comme l’axis

Le praho plonge ou se renverse.

Elle saigne au mât qui la berce ;

Son dernier râle me poursuit.

Le praho plonge ou se renverse,

La mer blême asperge la nuit.

Son dernier râle me poursuit.

Est-ce bien toi que j’ai tuée ?

La mer blême asperge la nuit,

L’éclair fend la noire nuée.

Est-ce bien toi que j’ai tuée ?

C’était le destin, je t’aimais !

L’éclair fend la noire nuée,

L’abîme s’ouvre pour jamais.

C’était le destin, je t’aimais !

Que je meure afin que j’oublie !

L’abîme s’ouvre pour jamais.

Ô mornes yeux ! Lèvre pâlie !

### Pantouns aujourd'hui
L'autrice-compositrice-interprète Juliette a écrit une chanson en forme de pantoun (qu'elle-même appelle pantoum), qui est à la fois un éloge de la lenteur et un hommage à la Deux-Chevaux, la fameuse automobile de Citroën dont elle a possédé trois exemplaires dans sa vie. Elle établit d'ailleurs un parallèle entre la lenteur (relative) de ce modèle de voiture et la structure exigeante de ce genre de poème qui fait que l'on ne peut donc que l'écrire lentement. 
On pourra entendre cette chanson-pantoum en indicatif dès le début de l'émission de Vincent Josse La ballade sur France Inter le samedi 23 septembre 2023. Dans l'entretien qui suit la diffusion de la chanson, la chanteuse explique ainsi comment lui est venue l'idée d'associer ce désir d'écrire sur la douce et saine nostalgie que lui inspire le souvenir des ballades de sa jeunesse en 2CV, cette sensation du « temps qui passe » et du « plaisir d'être triste »... avec son envie de se confronter à l'exigence de cette forme poétique (« j'ai dû faire des kilos et des kilos de brouillons ! ») :

« J'avais effectivement l'idée d'écrire une chanson sur la Deux-Chevaux et sur les ballades que je faisais quand j'étais jeune, mais je me suis dit c'est forcément [lié], c'est une bonne idée : j'avais envie d'écrire un pantoum aussi ; [alors] j'ai collé les deux idées, parce que le pantoum ça n'avance pas vite, du coup, évidemment, puisqu'il y a deux vers qui se répètent systématiquement [en décalé]... Et il y a un côté comme ça un peu... ça ne tourne pas en rond, mais ça “zigzague” [en quelque sorte], ça chemine tranquillement, ça n'avance pas vite... Et traditionnellement, cette forme poétique aussi doit a priori évoquer  un sujet assez proche de la contemplation, de la nature, de la promenade... Et donc ça tombait impeccable, c'est comme ça que c'est venu. Après, c'est du “grattage de papier”, c'est marrant à faire. En fait, je n'avais rien d'autre à faire, on était dans les périodes, là, de confinement (et “machin”...), donc je me suis bien amusée à travailler ça, parce que ça pose des problèmes : on a envie de les résoudre. ».

— Juliette, La ballade de Juliette
Ces mots nous indiquent donc que ce pantoum-chanson a été écrit en 2020, ou au début de 2021, puisque sa difficulté d'écriture nécessite une concentration et un travail soutenu au long cours qu'ont favorisé l'isolement et les confinements liés à la pandémie de Covid-19 en France.

## Faux pantouns et autres formes dérivées

### Harmonie du soir, faux pantoun de Baudelaire
Harmonie du soir de Baudelaire est un poème souvent donné en exemple. Il s'agit pourtant d'un faux pantoun : très irrégulier, il déroge aux règles sur bien des points fondamentaux :
1. il ne développe qu'un seul thème ;
2. il est en alexandrins ;
3. les rimes des quatrains sont embrassées et non croisées ;
4. il ne possède que deux rimes ;
5. il ne possède que quatre strophes ;
6. son dernier vers diffère du premier.

En fait seule la reprise des vers apparente ce poème aux pantouns. Baudelaire lui-même ne l'a jamais qualifié de pantoun. Du point de vue de la thématique, en revanche, ce poème se rapproche des sujets (la nature) et de l'atmosphère (nostalgique, intime) qui sont traditionnellement associés à la forme pantoun, mais sans les distribuer selon les vers comme le veut la structure originelle. Et bien sûr, ces “dérogations” ou licences poétiques que Baudelaire s'autorise par rapport au modèle canonique du pantoun n'entachent en rien la réussite poétique souvent reconnue de ce poème célèbre :  
Voici venir les temps où vibrant sur sa tige

Chaque fleur s'évapore ainsi qu'un encensoir ;

Les sons et les parfums tournent dans l'air du soir ;

Valse mélancolique et langoureux vertige !

Chaque fleur s'évapore ainsi qu'un encensoir ;

Le violon frémit comme un cœur qu'on afflige ;

Valse mélancolique et langoureux vertige !

Le ciel est triste et beau comme un grand reposoir.

Le violon frémit comme un cœur qu'on afflige,

Un cœur tendre, qui hait le néant vaste et noir !

Le ciel est triste et beau comme un grand reposoir ;

Le soleil s'est noyé dans son sang qui se fige.

Un cœur tendre, qui hait le néant vaste et noir,

Du passé lumineux recueille tout vestige !

Le soleil s'est noyé dans son sang qui se fige

Ton souvenir en moi luit comme un ostensoir !

### Pantoum négligéde Paul Verlaine
Là encore, comme l'indique le titre, les conventions du pantoun sont loin d'être toutes respectées par Paul Verlaine, dans ce petit poème parodique à la tonalité primesautière et faussement (ironiquement) enfantine.
Trois petits pâtés, ma chemise brûle.

Monsieur le Curé n'aime pas les os.

Ma cousine est blonde, elle a nom Ursule,

Que n'émigrons-nous vers les Palaiseaux !

Ma cousine est blonde, elle a nom Ursule,

On dirait d'un cher glaïeul sur les eaux.

Vivent le muguet et la campanule !

Dodo, l'enfant do, chantez, doux fuseaux.

Que n'émigrons-nous vers les Palaiseaux !

Trois petits pâtés, un point et virgule ;

On dirait d'un cher glaïeul sur les eaux.

Vivent le muguet et la campanule !

Trois petits pâtés, un point et virgule ;

Dodo, l'enfant do, chantez, doux fuseaux.

La libellule erre emmi les roseaux.

Monsieur le Curé, ma chemise brûle !

### Le Pantoun des pantounde René Ghil
Le poète René Ghil a publié en 1902 un long poème intitulé Le Pantoun des pantoun, sous-titré « poème javanais », qui ne respecte toutefois la forme du pantoun qu'à son début. Cette œuvre utilise abondamment des termes « javanais » (en fait, un mélange de javanais et de malais), et est d'ailleurs suivie dans son édition originale d'un « lexique » imposant. L'auteur, sensible aux « choses et [aux] êtres d'Orient et d'Extrême-Orient », avait été particulièrement marqué par les danses javanaises auxquelles il avait assisté lors des Expositions universelles de 1889 et de 1900 à Paris. Le poème a été réédité à l'identique dans l'ouvrage de Jacques Jouet indiqué plus loin.

## Sources
Sur le pantoun occidental
- Théodore de Banville, Petit traité de poésie française, A. Le Clère, 1872 (lire en ligne), p. 217-222, sur Gallica.
- Jacques Jouet, OULIPO, Échelle et papillons, Les Belles Lettres, coll. « Architecture du verbe », 1998 (lire en ligne).
- Auguste Dorchain, L'Art des vers, Garnier, 1919 (lire en ligne), p. 376-378, sur Gallica.

Sur le pantoun malais
- Pantouns malais, de Georges Voisset, Les Perséides, coll. Art Bref.
- La Lune et les étoiles, de François-René Daillie, Les Belles Lettres, coll. Architecture du verbe.

Sur les différences entre pantoun malais et pantoun occidental
- Georges Voisset, Au fait, vous avez dit pantoun ou pantoum ? Texte sur Lettres de Malaisie.

Sur le pantoun francophone contemporain
- Revue Pantouns, éditée par l'association Pantun Sayang - les Amis francophones du pantoun.
- Une poignée de pierreries, collection de pantouns francophones éditée par Jérôme Bouchaud et Georges Voisset, Éditions Jentayu, 2014.